# فيليبي توليدو
فيليبي توليدو (بالبرتغالية: Filipe Toledo‏) هو متركمج برازيلي، ولد في 16 أبريل 1995 في Ubatuba ‏ في البرازيل.

## وصلات خارجية
- فيليبي توليدو على موقع الرابطة العالمية لركوب الأمواج (الإنجليزية)
- فيليبي توليدو على موقع EncyclopediaOfSurfing.com (الإنجليزية)
- فيليبي توليدو على موقع اللجنة الأولمبية الدولية (الإنجليزية)